# Lista związków piłkarskich
Jest to wykaz międzynarodowych piłkarskich władz.

## Międzynarodowe
- FIFA (Fédération Internationale de Football Association) 211 członków – założona w 1904, reprezentuje narody na całym świecie, i jest ogólnie uznanym organem międzynarodowym futbolu. Jej główny turniej to odbywające się co cztery lata Mistrzostwa świata.
- NF-Board (New Federation Board) 18 członków + 14 tymczasowych – założona w 2003 reprezentuje państwa, terytoria zależne, państwa nieuznawane, mniejszości narodowe i etniczne, regiony, jednostki administracyjne i mikronacje, które nie są i zwykle nie mogą być członkami FIFA. Główny turniej to VIVA World Cup.

## Kontynentalne

### Członkowie FIFA
FIFA jest nadrzędną organizacją wobec konfederacji regionalnych, które organizują kontynentalne rozgrywki krajowe i klubowe.
- AFC (Asian Football Confederation) 46 członków + 1 stowarzyszona – założona w 1954, reprezentuje związki piłkarskie państw azjatyckich. Główny turniej to Puchar Azji.
- CAF (Confédération Africaine de Football) 54 członków + 2 stowarzyszonych – założona w 1957, reprezentuje związki piłkarskie państw afrykańskich. Główny turniej to Puchar Narodów Afryki.
- CONCACAF (Confederation of North, Central American and Caribbean Association Football) 35 członków – założona w 1961, reprezentuje związki piłkarskie państw Ameryki Północnej, Środkowej i Karaibów. Główny turniej to Złoty Puchar CONCACAF.
- CONMEBOL (Confederación Sudamericana de Fútbol) 10 członków – założona w 1916, reprezentuje związki piłkarskie państw Ameryki Południowej. Główny turniej to Copa América.
- OFC (Oceania Football Confederation) 11 członków + 5 stowarzyszonych – założona w 1966, reprezentuje związki piłkarskie państw Oceanii. Główny turniej to Puchar Narodów Oceanii.
- UEFA (Union of European Football Associations) 54 członków – założona w 1954, reprezentuje związki piłkarskie państw europejskich. Główny turniej to Mistrzostwa Europy.

### Niezrzeszone w FIFA
Dwie konfederacje kontynentalne wchodzą do składu NF-Board.
- CSANF (Consejo Sudamericano de Nuevas Federaciones) 4 członków + 1 stowarzyszona – założona w 2007, reprezentuje związki piłkarskie państw niezrzeszonych w FIFA w Ameryce Południowej.
- NAANF (North America and Arctic New Federations) 0 członków – założona w 2008, reprezentuje związki piłkarskie państw niezrzeszonych w FIFA w Ameryce Północnej, Środkowej, Karaibów i regionu Arktyki.

## Interkontynentalne
Poniższe konfederacji, których członkowie wchodzą do FIFA, tworzą stowarzyszenie przekraczające granice kontynentów.
- GFU (Gulf Football Union) 8 członków – założona w 1968, reprezentuje związki piłkarskie państw leżących nad Zatoką Perską. Główny turniej to Puchar Zatoki Perskiej.
- PFC (Panamerican Football Confederation) 50 członków – założona w 1946, reprezentuje związki piłkarskie państw z Ameryki. Główny turniej to Mistrzostwa Panamerykańskie.
- UAFA (Union of Arab Football Associations) 22 członków – założona w 1974, reprezentuje związki piłkarskie państw arabskich z Afryki i Azji. Główny turniej to Puchar Narodów Arabskich.

## Regionalne

### Afryka
Stowarzyszone w CAF
- CECAFA (Council of East and Central African Football Associations) 10 członków + 1 stowarzyszona – założona w 1927, reprezentuje związki piłkarskie państw Afryki Środkowej oraz Afryki Wschodniej. Są to: Burundi, Dżibuti, Erytrea, Etiopia, Kenia, Rwanda, Somalia, Sudan, Sudan Południowy, Tanzania, Uganda, Zanzibar. Główny turniej to Puchar CECAFA.
- COSAFA (Council of Southern African Football Associations) 14 członków + 1 stowarzyszona – założona w 1997, reprezentuje związki piłkarskie państw Afryki Południowej oraz wyspiarskich państw wybrzeża Afryki Południowej. Są to: Angola, Botswana, Komory, Lesotho, Madagaskar, Malawi, Mauritius, Mozambik, Namibia, Południowa Afryka, Seszele, Suazi, Zambia, Zimbabwe. Główny turniej to Puchar COSAFA.
- WAFU (UFOA) (Union des Fédérations Ouest-Africaines de Football) 16 członków – założona w 1977, reprezentuje związki piłkarskie państw Afryki Zachodniej. Jest podzielona na dwie strefy – Strefa A: Gambia, Gwinea, Gwinea Bissau, Liberia, Mali, Mauretania, Republika Zielonego Przylądka, Senegal, Sierra Leone; Strefa B: Benin, Burkina Faso, Ghana, Niger, Nigeria, Togo, Wybrzeże Kości Słoniowej. Główny turniej to Puchar WAFU.
- UNAF (Union of North African Federations) 5 członków – założona w 2005, reprezentuje związki piłkarskie państw Afryki Północnej. Są to: Algieria, Egipt, Libia, Maroko, Tunezja.
- UNIFFAC (Union des Fédérations de Football d'Afrique Centrale) 8 członków – reprezentuje związki piłkarskie państw Afryki Środkowej. Są to: Czad, Demokratyczna Republika Konga, Gabon, Gwinea Równikowa, Kamerun, Kongo, Republika Środkowoafrykańska, Wyspy Świętego Tomasza i Książęca. Główny turniej to Puchar CEMAC.

### Azja
Stowarzyszone w AFC
- WAFF (West Asian Football Federation) 13 członków – założona w 2000, reprezentuje związki piłkarskie państw zachodniej części kontynentu. Są to: Arabia Saudyjska, Bahrajn, Irak, Iran, Jemen, Jordania, Katar, Kuwejt, Liban, Oman, Palestyna, Syria, Zjednoczone Emiraty Arabskie. Główny turniej to Puchar Azji Zachodniej.
- EAFF (East Asian Football Federation) 9 członków + 1 tymczasowy – założona w 2002, reprezentuje związki piłkarskie państw Dalekiego Wschodu. Są to: Chiny, Guam, Hongkong, Japonia, Korea Południowa, Korea Północna, Makau, Mongolia, Chińskie Tajpej, Mariany Północne. Główny turniej to Puchar Azji Wschodniej.
- CESAFA (Central and South Asian Football Federation) 12 członków – reprezentuje związki piłkarskie państw Azji Środkowej i subkontynentu indyjskiego. Jest podzielona na dwie federacje: SAFF i CAFF.
  - SAFF (South Asian Football Federation) 8 członków – założona w 1997, reprezentuje związki piłkarskie państw Azji Południowej, jest stowarzyszona w CESAFA. Są to: Afganistan, Bangladesz, Bhutan, Indie, Malediwy, Nepal, Pakistan, Sri Lanka. Główny turniej to Mistrzostwa SAFF.
  - CAFF (Central Asian Football Federation) 4 członków – reprezentuje związki piłkarskie państw Azji Środkowej, jest stowarzyszona w CESAFA. Są to: Kirgistan, Tadżykistan, Turkmenistan, Uzbekistan.
- AFF (ASEAN Football Federation) 12 członków – założona w 1984, reprezentuje związki piłkarskie państw Azji Południowo-Wschodniej. Są to: Brunei, Filipiny, Indonezja, Kambodża, Laos, Malezja, Mjanma, Singapur, Tajlandia, Timor Wschodni, Wietnam. Australia nie jest członkiem AFF, ale pozwolono jej uczestniczyć w rozgrywkach młodzieżowych. Główny turniej to Mistrzostwa ASEAN.

### Ameryka Północna
Stowarzyszone w CONCACAF
- CFU (Caribbean Football Union) 30 członków – reprezentuje związki piłkarskie państw Karaibów. Główny turniej to Puchar Karaibów.
  - LIFA (Leeward Islands Football Association) 11 członków – założona w 1949, reprezentuje związki piłkarskie państw północnej części archipelagu Wysp Nawietrznych i jest stowarzyszona w CFU. Są to: Anguilla, Antigua i Barbuda, Montserrat, Saint Kitts i Nevis, Wyspy Dziewicze. Główny turniej to Leeward Islands Tournament.
  - WIFA (Windward Islands Football Association) 4 członków – reprezentuje związki piłkarskie państw południowej części archipelagu Wysp Nawietrznych i jest stowarzyszona w CFU. Są to: Dominika, Grenada, Martynika, Saint Lucia, Saint Vincent i Grenadyny. Główny turniej to Windward Islands Tournament.
- NAFU (North American Football Union) 3 członków – reprezentuje trzy związki piłkarskie państw Ameryki Północnej. Są to: Kanada, Meksyk, Stany Zjednoczone. Główny turniej to już nieistniejący North American Nations Cup.
- UNCAF (Union Centroamericana de Fútbol) 7 członków – reprezentuje związki piłkarskie państw Ameryki Środkowej. Są to: Belize, Gwatemala, Honduras, Kostaryka, Nikaragua, Panama, Salwador. Główny turniej to UNCAF Nations Cup.

## Nieistniejące
- CCCF (Confederacion Centroamericana y del Caribe de Futbol) 37 członków – rozwiązana w 1961, reprezentowała związki piłkarskie państw Ameryki Środkowej i Karaibów, była stowarzyszona w FIFA. Rozgrywano główny turniej CCCF Championship.
- CENF (Confederation of European New Federations – 0 członków – założona w 2007 i rozwiązana w 2008, reprezentowała związki piłkarskie państw europejskich niezrzeszonych w FIFA i stowarzyszonych w NF-Board. Planowany turniej CENF Cup, który nigdy nie został rozegrany.
- FIFI (Federation of International Football Independents) 5 członków – reprezentowała narody, zależne terytoria i nieuznane państwa niezrzeszonych w FIFA. Rozgrywano główny turniej FIFI Wild Cup.
- IFU (International Football Union) 2 tymczasowych członków – założona w 2009 jako międzynarodowa konfederacja piłkarska dla państw i terytoriów, które nie przyłączyli się do FIFA, rozwiązana w 2010.
- NAFC (North American Football Confederation) 4 członków – założona w 1946 i rozwiązana w 1961, reprezentowała związki piłkarskie państw Ameryki Północnej, była stowarzyszona w FIFA. Rozgrywano główny turniej NAFC Championship.
- UIAFA (Union Internationale Amateur de Football Association) 3, później 5 członków – założona w 1908 i rozwiązana w 1912. Rozgrywano główny turniej Amateur European Championship.